# Prillan, Kungälvs kommun
Prillan är en bebyggelse söder om Harestads kyrka i Harestads socken i Kungälvs kommun. Från 2015 till 2020 avgränsade SCB här en småort. Vid avgränsningen 2020 hade bebyggelsen vuxit samma med tätorten Kyrkeby och Nereby och denna småort avregistrerades.